# Флаг сельского поселения Совхоз имени Ленина
Флаг муниципального образования сельское поселение Совхо́з им. Ле́нина Ленинского муниципального района Московской области Российской Федерации — опознавательно-правовой знак, служивший официальным символом бывшего муниципального образования.
Флаг утверждён 16 мая 2008 года и внесён в Государственный геральдический регистр Российской Федерации с присвоением регистрационного номера 4158.

## Описание
«Прямоугольное полотнище с соотношением ширины к длине 2:3, воспроизводящее композицию герба сельского поселения Совхоз им. Ленина в красном, синем, жёлтом и белом цветах».
Геральдическое описание герба гласит: «В червлёном и лазоревом поле — разделяющее его серебряное, с червленью в просвете, вписанное сдвоенное стропило, сопровождаемое внизу четырьмя сложенными в крест, черенками вместе, золотыми листьями лещины, соединёнными в углах между листами орехами того же металла»

## Обоснование символики
Флаг муниципального образования сельское поселение Совхоз им. Ленина Ленинского муниципального района Московской области составлен на основе герба сельского поселения по правилам и соответствующим традициям вексиллологии и отражает исторические, культурные, социально-экономические, национальные и иные местные традиции.
Административным центром сельского поселения является посёлок Совхоза имени Ленина. До 1917 года это были монастырские земли Перервенского монастыря, на которых располагался Орешковский хутор. В 1918 году на бывших монастырских землях был организован небольшой совхоз «Орешковский хутор» Орешковской волости. В августе 1919 года совхоз получил название «Хутор Ленина», а с 1928 года — «Совхоз имени Ленина». По территории поселения, примыкающего к Московской кольцевой автомобильной дороге, проходят автомагистраль М4 «Дон» (Москва — Ростов-на-Дону) и Каширское шоссе.
Ветки лещины (лесного ореха) символически отражают историческое название центра поселения, а их расположение в виде прямого креста, указывает на первого хозяина этих мест — Перервенский монастырь.
Геральдическая фигура в виде сдвоенного стропила, разделённого красной полосой на две составляющие части напоминает две литеры «Л», что указывает на заглавные буквы названия поселения и района, в состав которого оно входит.
Красный цвет — символ труда, жизнеутверждающей силы, красоты, праздника, мужества.
Синий цвет (лазурь) — символ чести, благородства, духовности и возвышенных устремлений.
Белый цвет (серебро) — символ чистоты, ясности, открытости.
Жёлтый цвет (золото) — символ высшей ценности, величия, богатства, урожая.